# Greenview (Illinois)
Pour les articles homonymes, voir Greenview.
Greenview est un village du comté de Menard dans l'Illinois, aux États-Unis,. Situé au nord du comté, il est fondé en 1857 et incorporé le 22 juin 1877.

## Démographie
Lors du recensement de 2010, le village comptait une population de 778 habitants. Elle est estimée, en 2016, à 750 habitants.

### Source de la traduction
- (en) Cet article est partiellement ou en totalité issu de l’article de Wikipédia en anglais intitulé « Greenview, Illinois » (voir la liste des auteurs).